# Kolonialwarenladen Wilhelm Holtorf

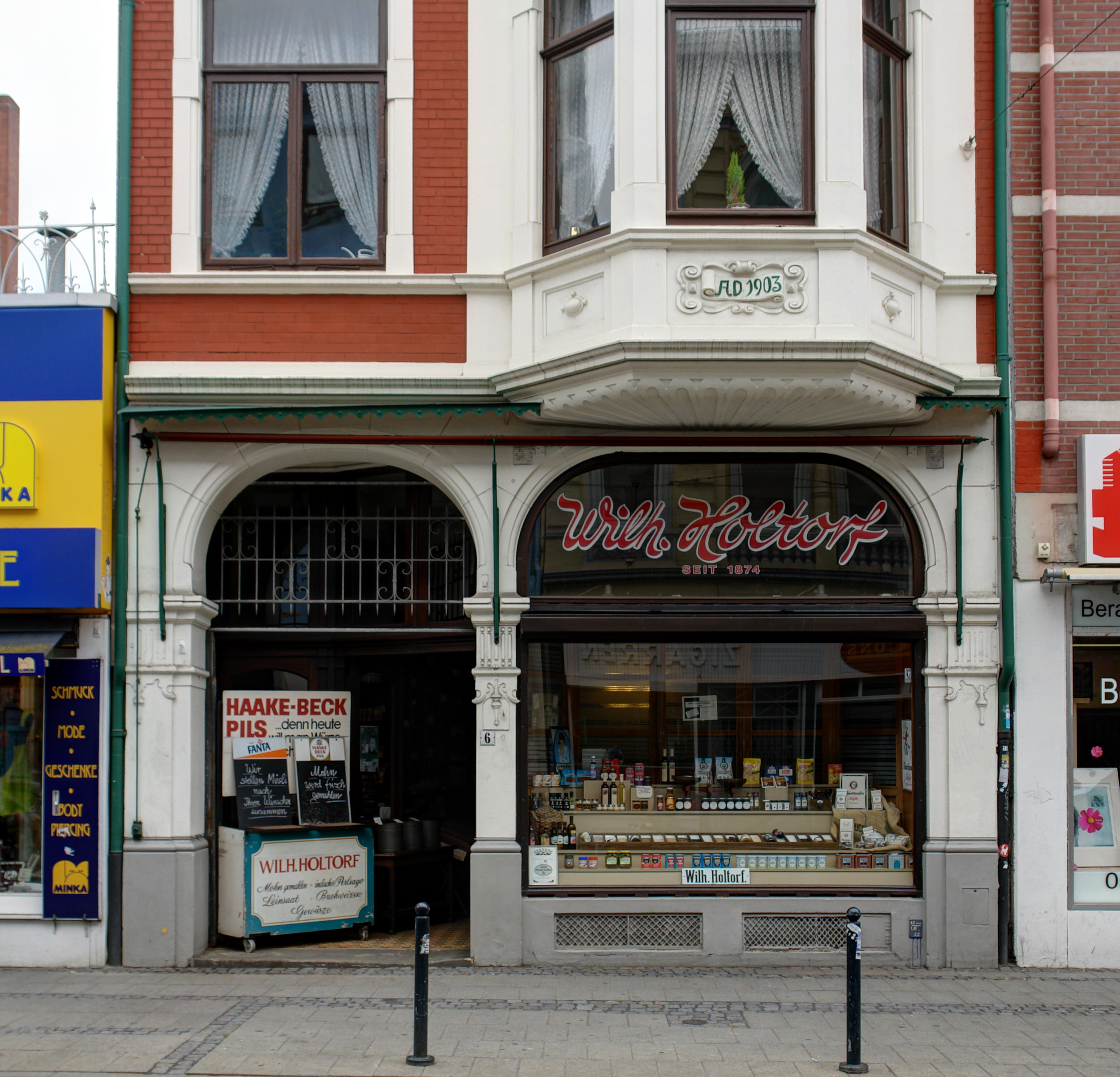
Geschäft am Ostertorsteinweg (2012)

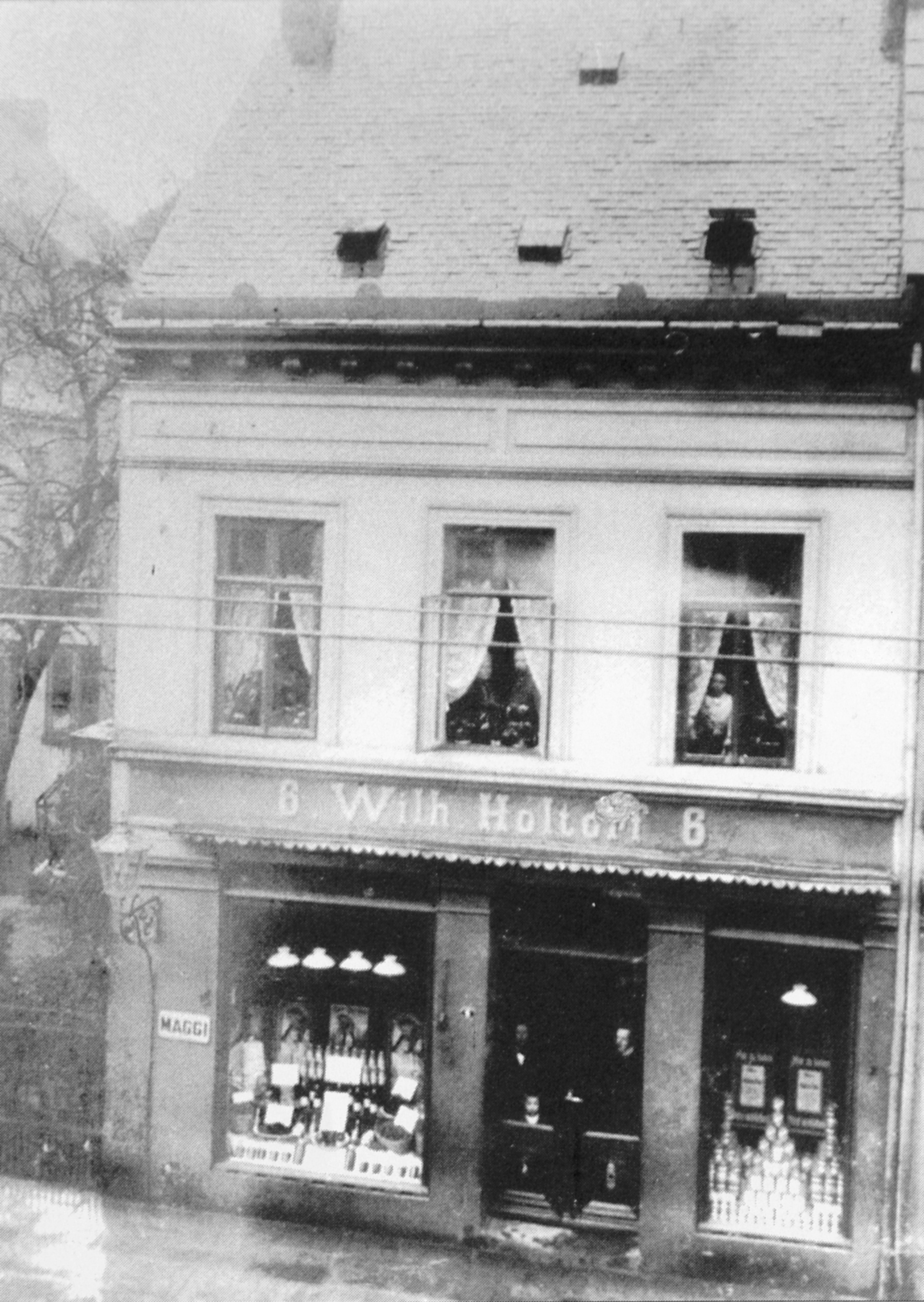
Ehemaliges Geschäftshaus (vor 1903)

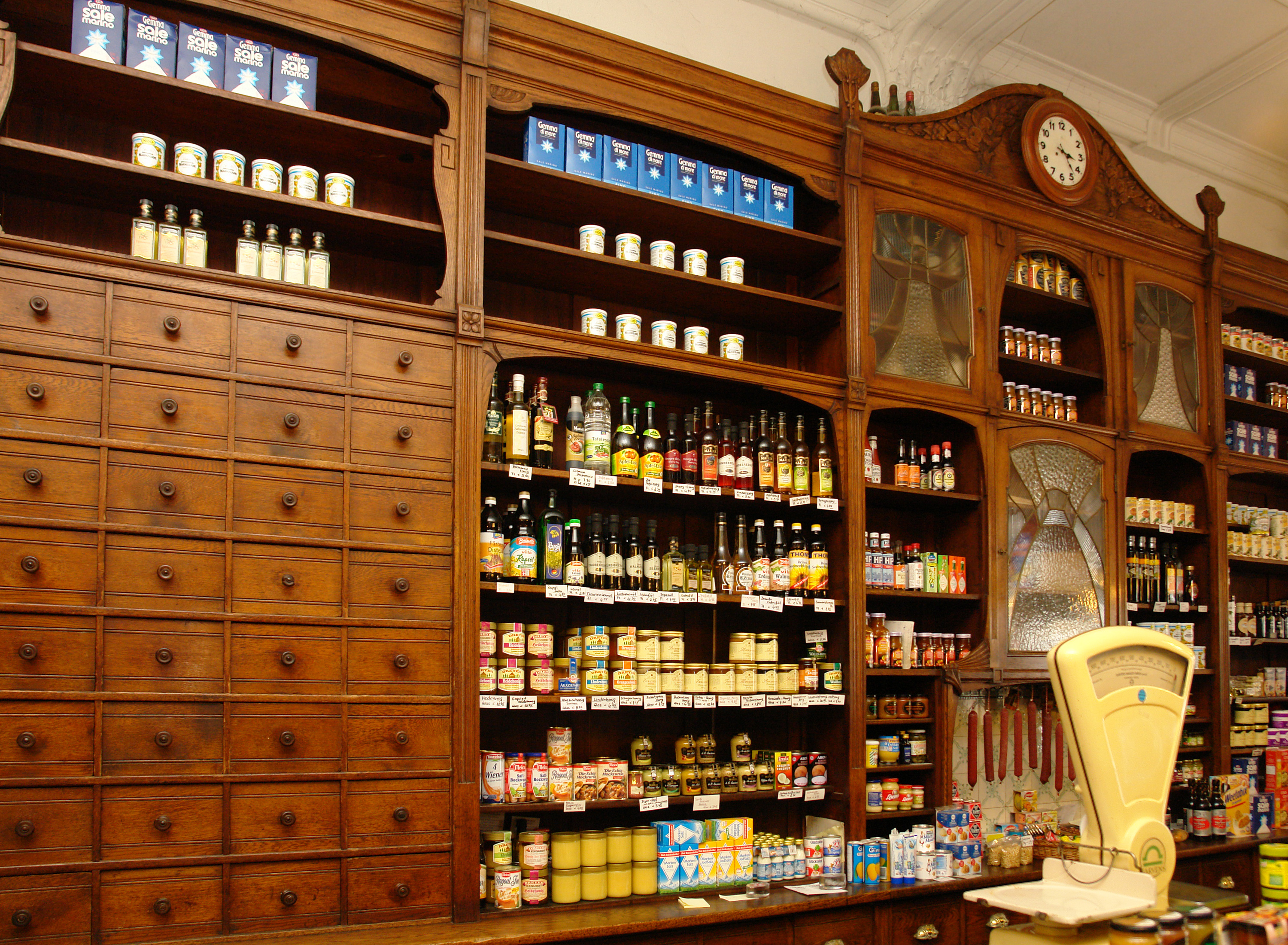
Denkmalgeschützte Einrichtung (2012)

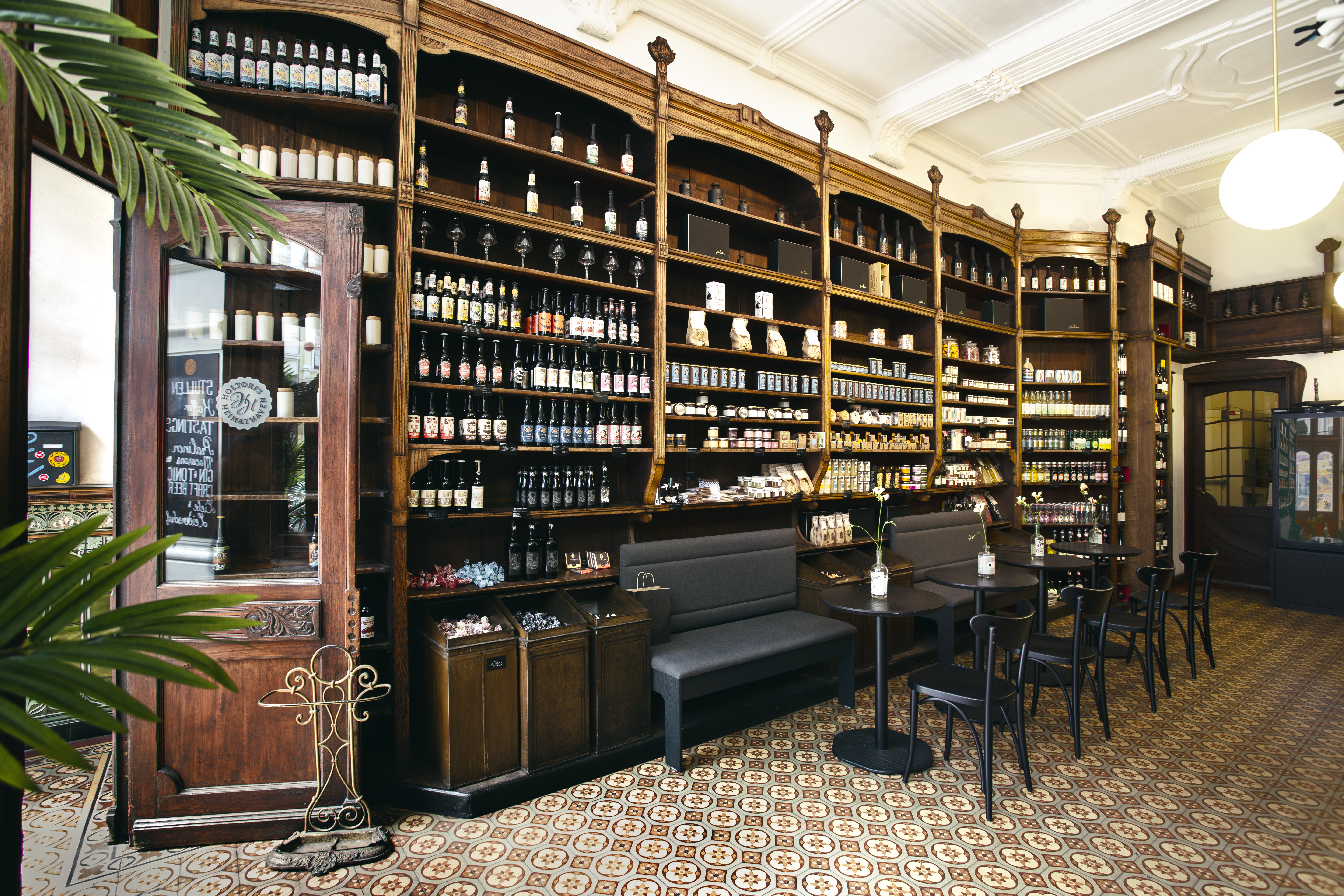
Inneneinrichtung 2018

Der Kolonialwarenladen Wilh. Holtorf (heute: Holtorfs Heimathaven) besteht seit 1874 am Ostertorsteinweg 6 in Bremen. Das Feinkostgeschäft im sogenannten Viertel gilt als Deutschlands letzter Kolonialwarenladen und Bremens letzter Tante-Emma-Laden.
Gebäude und Laden stehen seit 1973 unter Bremer Denkmalschutz.

## Geschichte
1874 ließ der Kaufmann Wilhelm Holtorf am Ostertorsteinweg 6 ein zweigeschossiges Wohn- und Geschäftshaus errichten und eröffnete dort am 10. April 1874 seinen Colonialwarenladen. Der Ostertorsteinweg ist heute noch die wichtigste Straße im jetzigen Bremer Ortsteil Ostertor des Stadtteils Mitte. 1903 wurde das alte Gebäude durch ein neu errichtetes Wohn- und Geschäftshaus mit vier Stockwerken ersetzt, so wie es heute noch Bestand hat. Im hohen Alter vermachte der kinderlose Holtorf das Anwesen im Jahr 1908 der Angestelltenfamilie Schwiering, die das Geschäft weiterführte. Die historische Ladeneinrichtung im Jugendstil in Eiche von 1910 ist bis heute erhalten geblieben. Der Kolonialwarenladen wurde von der Familie Schwiering drei Generationen lang bis 2013 geführt. Nach vorübergehend unsicherer Zukunftsperspektive erwarb der Bremer Agraringenieur Marcus Wewer das Wohn- und Geschäftshaus im August 2013 und führte das Geschäft unter der Firmierung Holtorf Feinkost & Kolonialwaren seit 1874 weiter.
Im Oktober 2017 übernahm das Oldenburger Unternehmen Heimathaven das Geschäft und firmierte es in Holtorfs Heimathaven um. Weiterhin werden Delikatessen und Feinkost aus ausgewählten Manufakturen verkauft.

## Gebäude und Einrichtung
Das fünfgeschossige Wohn- und Geschäftshaus im Reformstil der Jahrhundertwende wurde 1903 errichtet und ersetzte den an gleicher Stelle stehenden zweigeschossigen Vorgängerbau von 1874. Die fast bis zur Decke reichende Ladeneinrichtung ist im Jugendstil ausgeführt. Die mit verschiedenen Dekorgläsern in Bleiverglasung gefassten Schranktüren und profilierten Lisenen der Regale, eine mit floraler Ornamentik dekorierte Uhr und viele Schubladen mit Holzgriffen zeugen von einer Kunstepoche, die sich mit der Einbeziehung von Kunst in den Alltag einem neuen Dekorationsideal verpflichtete. Dazu passen die vier klassischen Deckenleuchten mit satinierten Schirmen aus einem spanischen Schloss, die als Ersatz für die im Krieg zerstörten Gasleuchten beschafft wurden.
Von Villeroy & Boch stammen die noch original vorhandenen Bodenfliesen.

### Auszeichnung
Nach einem von Bild und RTL Radio ausgerichteten Wettbewerb erhielt das Geschäft 1976 die Auszeichnung Deutschlands schönster Tante Emma-Laden ’76.

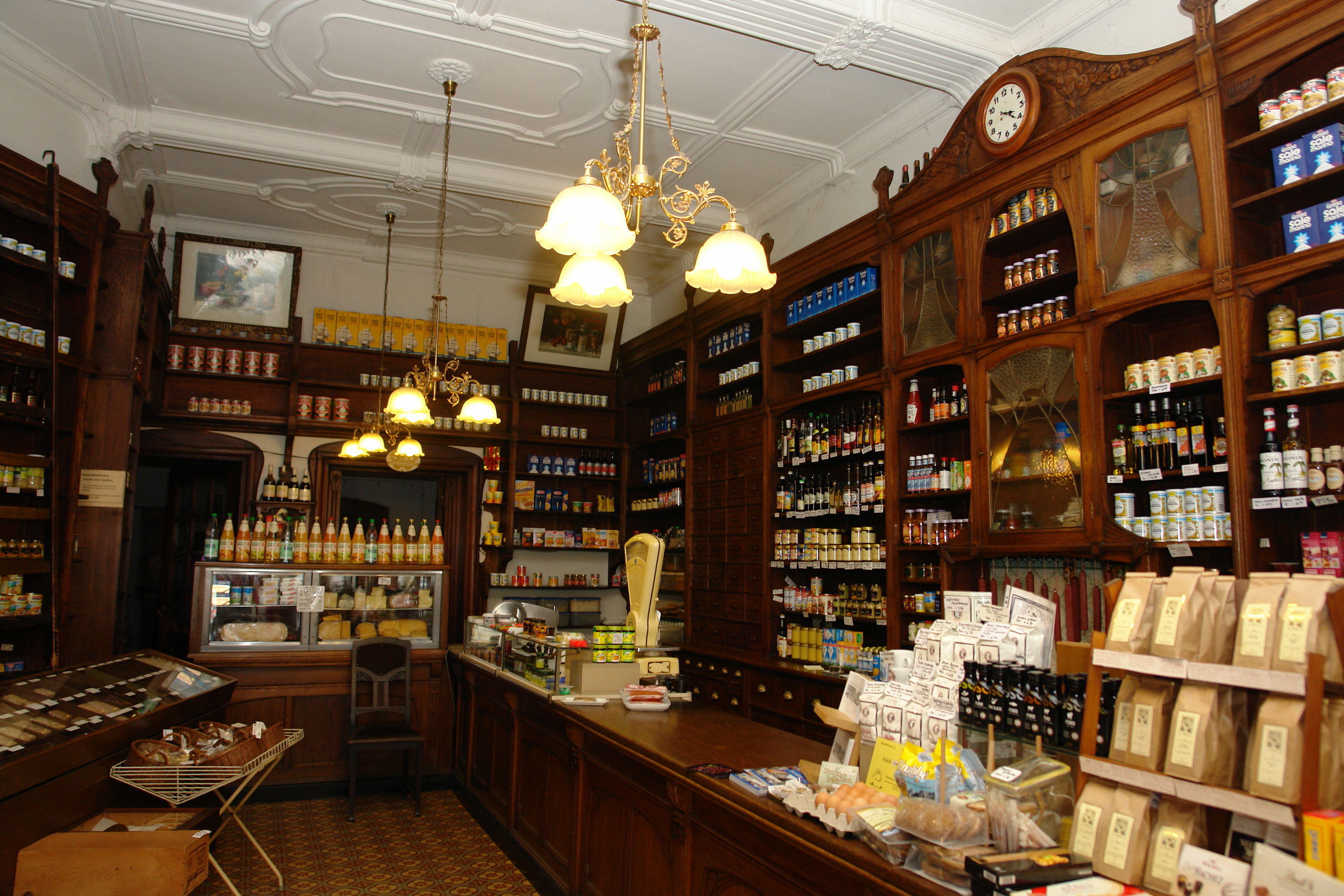
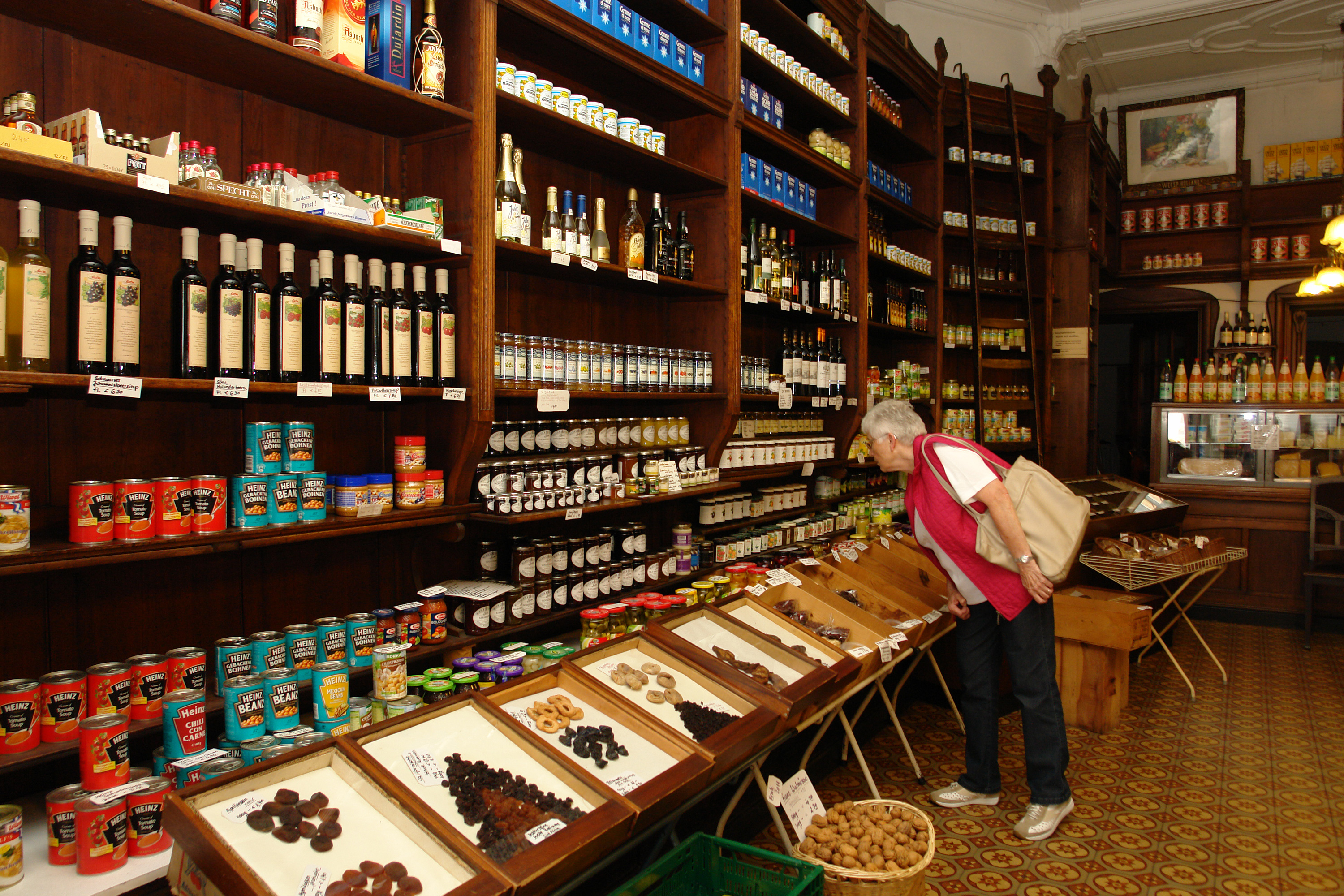
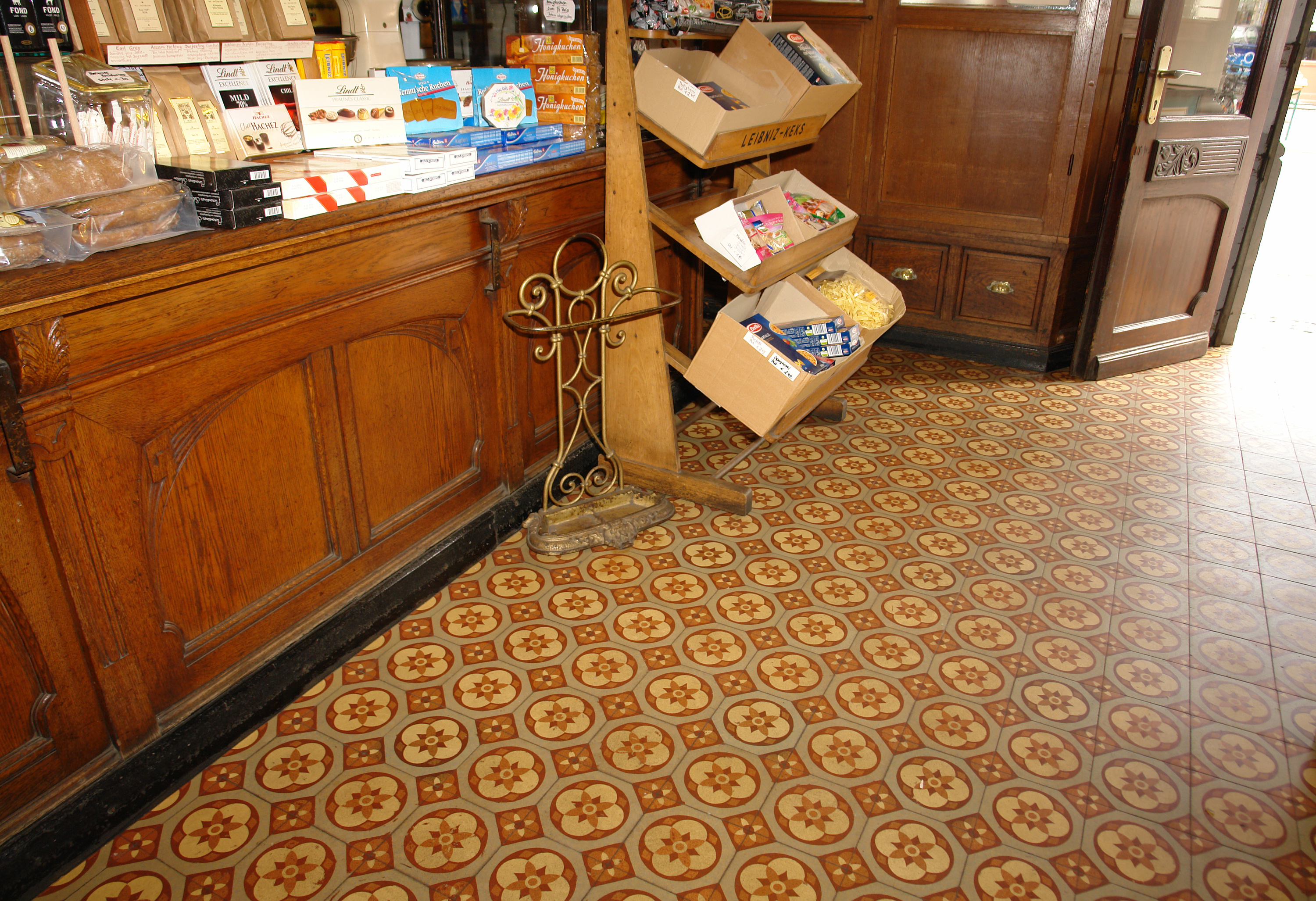
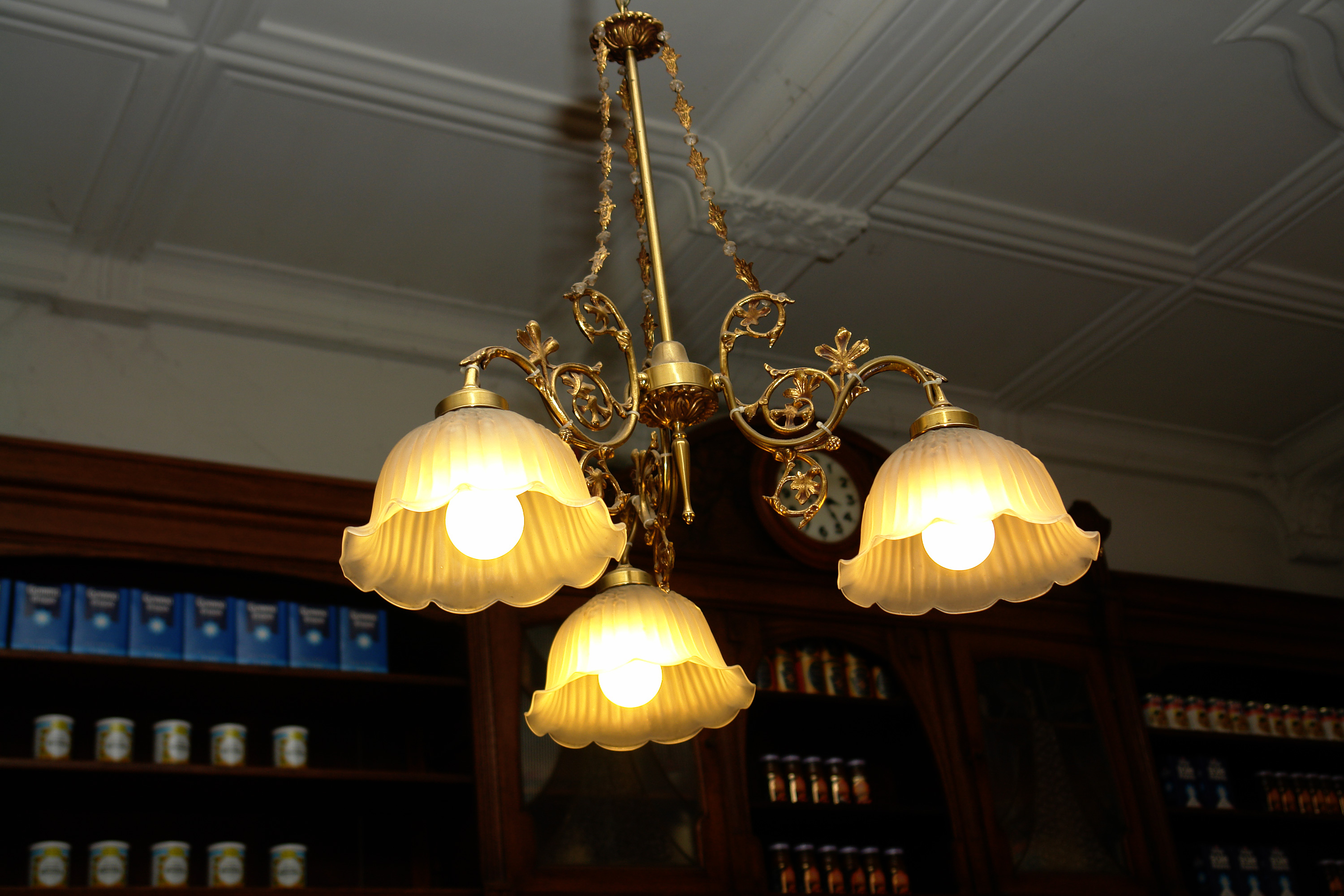